# Strubno
Strubno (deutsch Straubendorf) ist ein Ort in der polnischen Woiwodschaft Ermland-Masuren. Er gehört zur Gmina Płoskinia (Landgemeinde Plaßwich) im Powiat Braniewski (Kreis Braunsberg).

## Geographische Lage
Strubno liegt im Nordwesten der Woiwodschaft Ermland-Masuren, 18 Kilometer südöstlich der Kreisstadt Braniewo (Braunsberg).

## Geschichte
Straubendorf war einst ein kleines Dorf. In der zweiten Hälfte des 18. Jahrhunderts war es im Besitz des sächsischen Ministers Albrecht Siegmund von Seeguth-Stanisławski und kam 1874 zum neu errichteten Amtsbezirk Plaßwich im ostpreußischen Kreis Braunsberg, Regierungsbezirk Königsberg.
Im Jahre 1910 waren 139 Einwohner in Straubendorf registriert. Ihre Zahl verringerte sich bis 1933 auf 111 und belief sich 1939 auf 117.
1945 kam Straubendorf mit dem gesamten südlichen Ostpreußen in Kriegsfolge zu Polen. Das Dorf erhielt die polnische Namensform „Strubno“ und ist heute eine Ortschaft im Verbund der Gmina Płoskinia (Landgemeinde Plaßwich) im Powiat Braniewski (Kreis Braunsberg), von 1975 bis 1998 der Woiwodschaft Elbląg, seither der Woiwodschaft Ermland-Masuren zugehörig. Im Jahre 2021 zählte Strubno 148 Einwohner.

## Religion
Strubno gehörte heute wie bereits Straubendorf vor 1945 zur römisch-katholischen Pfarrei St. Katharina in Płoskinia (Plaßwich) im jetzigen Erzbistum Ermland. 
Bis 1945 war das Dorf auch in die evangelische Pfarrkirche Mehlsack (polnisch Pieniężno) in der Kirchenprovinz Ostpreußen der Kirche der Altpreußischen Union eingegliedert. Heute sind die evangelischen Einwohner Strubnos der Diözese Masuren der Evangelisch-Augsburgischen Kirche in Polen zugeordnet.

## Verkehr
Strubno liegt an einer Nebenstraße, die von der Kreisstadt Braniewo (Braunsberg) über Płoskinia (Plaßwich) nach Pieniężno (Mehlsack) führt. Eine Bahnanbindung besteht nicht.